# Міжнародний кінофестиваль у Тегерані
Міжнародний кінофестиваль у Тегерані — щорічний кінофестиваль, що проводився в Тегерані (Іран) до Іранської революції 1979 року.

## Історія

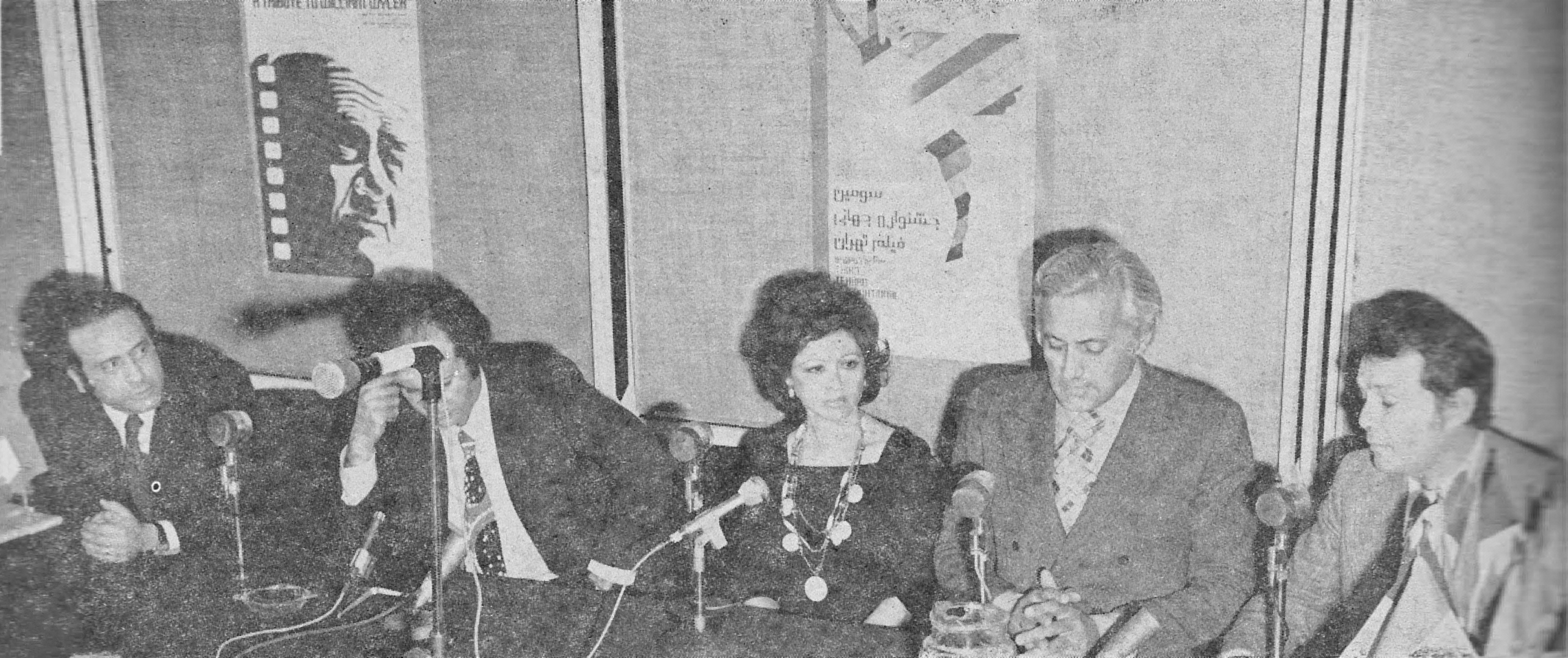
Прес-конференція фільму «Вимагаю рішення!» під час III Тегеранського міжнародного кінофестивалю

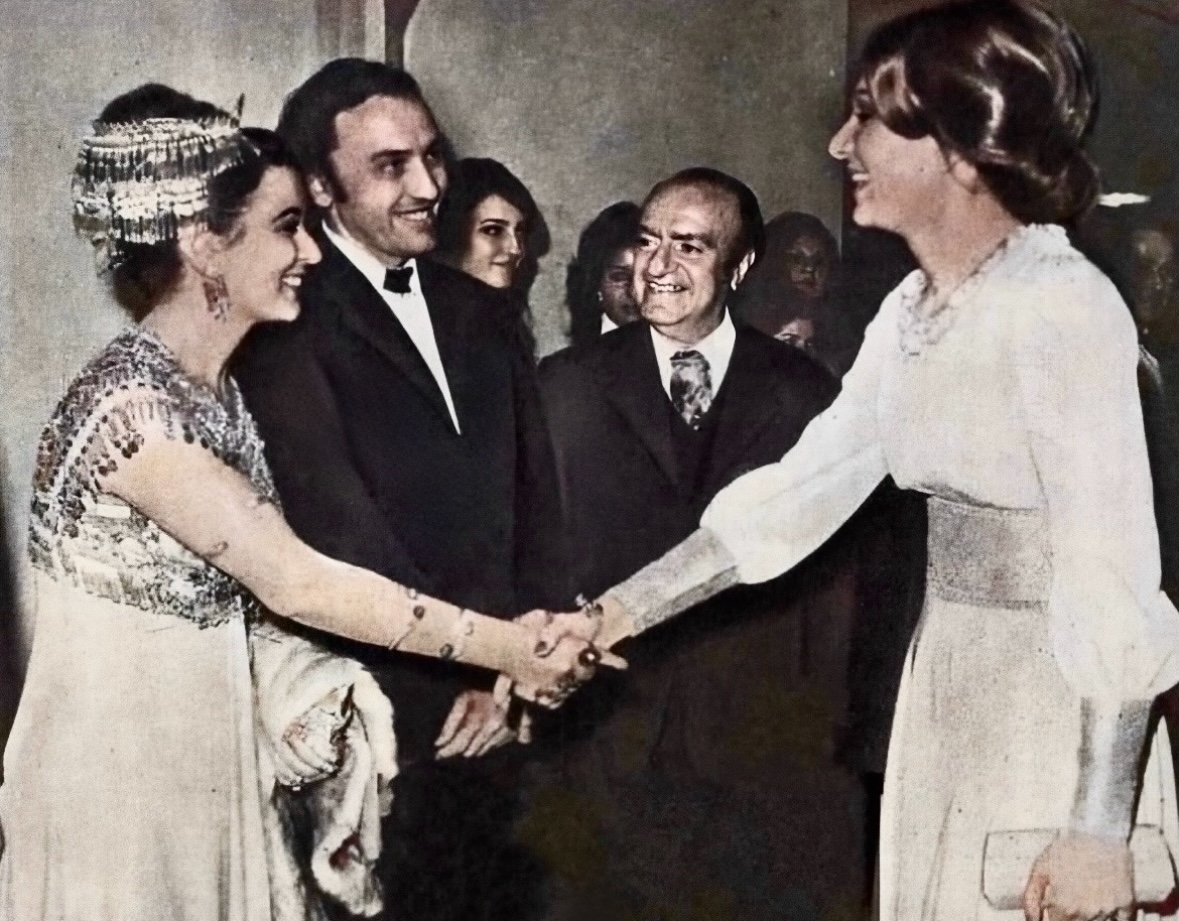
Королева Фарах Пахлаві потискає руку єгипетській акторці Соад Хосні та єгипетському письменнику Юсефу Франсісу на III Тегеранському міжнародному кінофестивалі

За концепцією фестивалю, на ньому відібрані фільми іранського кінематографа змагалися разом із роботами інших країн.
Перший фестиваль відбувся 1973 року, останній (шостий) — 1977-го, та був закритий після Іранської революції, а через чотири роки проводився одночасно з Міжнародним кінофестивалем «Фаджр».
Тегеранський міжнародний кінофестиваль проводили за підтримки спеціального офісу Фарах Пахлаві.

## Переможці

### Перший фестиваль
Короткометражні фільми
- Почесний диплом: «Кінець», автор Білл Петтігроув
- Почесний диплом: «Подорож у товаристві» Люсьєна Клерга
- Спеціальний приз журі, «Крилатий тур на Золотій тарілці: Іран» Джека Біттуо
- Головний приз статуетки «Золоте крило» за найкращий фільм в абсолютному сенсі: «Vileap» Сурендара Чаудхарі

Художні фільми
- Почесний диплом: «Безжальний океан» Халеда Аль-Сіддіка
- Почесний диплом: «Фаустина та прекрасне літо» Ніни Кампанц
- Премія «Крилатий тур» за найкращого актора: Юрі Ярвет за фільм «Король Лір»
- Премія «Крилатий тур» за найкращу жіночу роль: Джейн Фонда за фільм «Клют»
- Премія «Крилатий тур» за найкращу режисуру: Даміано Даміані за фільм «Допит закінчено, забудьте про нього»
- Спеціальний приз журі «Крилатий тур» «Шквал» Бахрама Байзая
- Гран-прі статуетка Крилатого туру за найкращий фільм в абсолютному сенсі: «Король Лір» Григорія Козінцева

### Другий фестиваль
Короткометражні фільми
- Почесний диплом за особливі заслуги: «Колекціонер» Мілана Блазковича
- Почесний диплом за особливі заслуги: «Жажда гри в нарди» Азденка Дойчова
- Спеціальний приз журі «Золота тарілка крилатого тура»: «Більше» Мітчелл Роуз
- Головний приз: статуетка «Золоте крило» за найкращий фільм в абсолютному сенсі: «Обличчя» Іржі Брдачки

Художні фільми
- Премія «Золотий крилатий тур» за найкращого актора: Пітер Селлерс за фільм «Оптимисти»
- Премія «Золотий крилатий тур» за найкращу жіночу роль: Тетяна Дороніна за фільм «Мачуха»
- Премія «Золотий крилатий тур» за найкращу режисуру: Сохраб Шахід Сейлз за фільм «Проста подія»
- Спеціальний приз журі «Крилатий тур» «Монголам» Парвіза Кіміаві
- Головний приз статуетки «Крилатий тур» за найкращий фільм у абсолютному сенсі: «Щасливчик Лучано» Франческо Розі

### Третій фестиваль
Короткометражні фільми
- Почесний диплом за особливі заслуги: «Порох і дріб» Йозефа Клюге
- Почесний диплом за особливі заслуги: «Мир малим катастрофам» Тадатарі Окамото
- Спеціальний приз журі, «Крилатий тур на Золотій тарілці» «Двадцять днів життя» Франсуа Белля та Жерара Віна
- Головний приз статуї «Золотий крилатий тур» за найкращий фільм в абсолютному сенсі: «Ніч, що йшла дощем» Камрана Ширдела

Художні фільми
- Почесний диплом зі спеціальними балами за фільм: «Я хочу рішення» Саїда Марзука
- Премія «Золотий крилатий тур» за найкращого актора: Бехруз Восугі за фільм «Олень»
- Премія «Золотий крилатий тур» за найкращу жіночу роль: Олімпія Карліцці за фільм «Середина світу»
- «Золотий крилатий тур» за найкращу режисуру: Річард Лестер за фільм «Джаггернаут»
- Спеціальний приз журі «Підкладка крилатого тура»: «Футбол у старі добрі часи» Пола Сандора
- Головний приз статуетка «Крилатий тур» за найкращий фільм в абсолютному сенсі: «Принц шарфа» Бахмана Фарманари

### Четвертий фестиваль
Короткометражні фільми
- Почесний диплом: «Мистецтво Сполучених Штатів: подарунок нам самим» Стівен Джадсон
- Почесна грамота: «Чапля і журавель» Юрія Норштейна
- Спеціальний приз журі «Золотий крилатий тур»: «Битва стрільців» Маріан Колхерек
- Головний приз: Статуетка «Крилатий тур» за найкращий короткометражний фільм: «Harba» Бранко Ратиновіч

Художні фільми
- Почесний диплом: «Мої друзі» Маріо Монічеллі
- Почесний диплом: Клод Горта за фільм «Не так вже й погано»
- Почесний диплом: Реза Карамрезаї за фільм «Вулик»
- Премія «Золотий крилатий тур» за найкращого актора: Давид Абашидзе за фільм «Перша ластівка»
- Премія «Золотий крилатий тур» за найкращу жіночу роль: Маріанджела Мелато за фільм «Віднесені незвичайною долею у блакитне море в серпні»
- Премія «Золотий крилатий тур» за найкращу режисуру: Іван Пасер за фільм «Закон і безлад»
- Спеціальний приз журі «Золотий крилатий тур»: «Перший крок» Нани Машайтце
- Головний приз статуетка «Крилатий тур» за найкращий фільм: «Віднесені незвичайною долею у блакитне море в серпні» Ліни Вертмюллер

### П'ятий фестиваль
Короткометражні фільми
- Почесний диплом за особливі заслуги: Агулана, Джеральд Фрідман
- Почесний диплом за особливі заслуги: «Острів крабів» Вацлава Маргіта
- Почесний диплом за особливі заслуги: «Увертюра 2012» Мілана Блажековича
- Почесний диплом за особливі заслуги: «День з життя Райка Максима» Златко Лаваніч
- Спеціальний приз журі табличка «Золотий крилатий тур»: «Вогонь» Вітаутаса Ґєрґеша
- Головний приз: статуя «Крилатий тур»: «Тінь сумніву» Рольфа Ертеля

Художні фільми
- Диплом з відзнакою та особливою відзнакою: «Ласкаво просимо до Лос-Анджелеса» Алана Рудольфа
- Почесний диплом з особливою відзнакою: «Засуджені душі» Воло Радева
- Почесний диплом за особливі заслуги: Марта Месарош за «Дев'ять місяців»
- Почесний диплом за особливі заслуги: «Малакут» Хосрова Харіташа
- Почесний диплом за особливі заслуги: «Божественне Провидіння» Люка Мохайма
- Премія «Золотий крилатий тур» за найкращого актора: Алан Кіоун за фільм «Ірена Ірена»
- Премія «Золотий крилатий тур» за найкращу жіночу роль: Лілі-Лінн Манро за фільм «Дев'ять місяців»
- «Золотий крилатий тур» за найкращу режисуру: Микита Михалков за роль «Раба любові»
- Спеціальний приз журі «Нижня сторона крилатого тура»: «Макс Гавілард» Фонс Радемахерс
- Гран-прі статуетке «Крилатий тур» за найкращий фільм: «Людина, яка вбивала» Мартіна Рітта

### Шостий фестиваль
Дата проведення: з 14 листопада по 26 грудня 1977 року
Церемонія закриття 6-го Тегеранського міжнародного кінофестивалю відбулася у неділю, 27 грудня 1977 року, в залі «Новачок» у Тегерані.
Короткометражні фільми
- Почесний диплом за особливі заслуги: «Дякую, панове» Вацлава Бедржиха
- Почесний диплом з особливими заслугами: анімаційний фільм «Що ми зробили з курми» Йозефа Геккердли та Володимира Їранека
- Спеціальний приз журі, плакат «Золотий крилатий тур»: фільм «Пам'яті» Хосрова Харіташа, сценарій – Біжан Емканян та Хосров Харіташ (Іран)
- Головний приз статуетка «Крилатий тур»: «Посмішка» Павел Проязька (Німеччина)

Художні фільми
- Почесний диплом за особливі заслуги: «Рожеві сни» Душана Ганака (Чехословаччина)
- Почесний диплом за особливі заслуги: «Соте Делан» Алі Хатамі (Іран)
- «Золотий крилатий тур» за найкращий сценарій: Тенгіз Абуладзе за сценарій до фільму «Дерево бажань з Радянського Союзу»
- Премія «Золотий крилатий тур» за найкращого актора: Френк Калай за фільм «На узбіччі» (Угорщина)
- Премія «Золотий крилатий тур» за найкращу жіночу роль: Маріанна Димитрова за роль у болгарському фільмі «Чоловічі часи»
- Премія «Золотий крилатий тур» за найкращу режисуру: Кшиштоф Зануссі за фільм «Камуфляж з Польщі»
- Головний приз статуетка «Крилатий тур» за найкращий фільм: «Остання хвиля» Пітера Віра (Австралія)